# Lepidonotothen larseni
Lepidonotothen larseni és una espècie de peix pertanyent a la família dels nototènids.

## Descripció
- Pot arribar a fer 24 cm de llargària màxima.
- 5-6 espines i 37-39 radis tous a l'aleta dorsal i 37-38 radis tous a l'anal.
- Presenta franges fosques i obliqües al cos.[3][4][5]

## Reproducció
Té lloc a la tardor i l'hivern australs.

## Alimentació
Menja principalment krill, amfípodes i Mysida.

## Depredadors
És depredat per l'ós marí antàrtic (Arctocephalus gazella); a l'Antàrtida per Parachaenichthys georgianus, Muraenolepis microps, Notothenia rossii, Patagonotothen brevicauda, Trematomus hansoni, Chaenocephalus aceratus i Pseudochaenichthys georgianus, i, a Geòrgia del Sud, per Champsocephalus gunnari.

## Hàbitat
És un peix d'aigua marina, bentopelàgic i de clima polar (-1 °C-2 °C; 45°S-70°S) que viu entre 30 i 750 m de fondària.

## Distribució geogràfica
Es troba a l'oceà Antàrtic: des del sud de Sud-amèrica fins al sud de l'Índic central, incloent-hi la Terra de Graham i les illes de Bouvet, Balleny, Pere I, Geòrgia del Sud, Palmer, Òrcades del Sud i Shetland del Sud.

## Observacions
És inofensiu per als humans.